# Bernardino Lanino

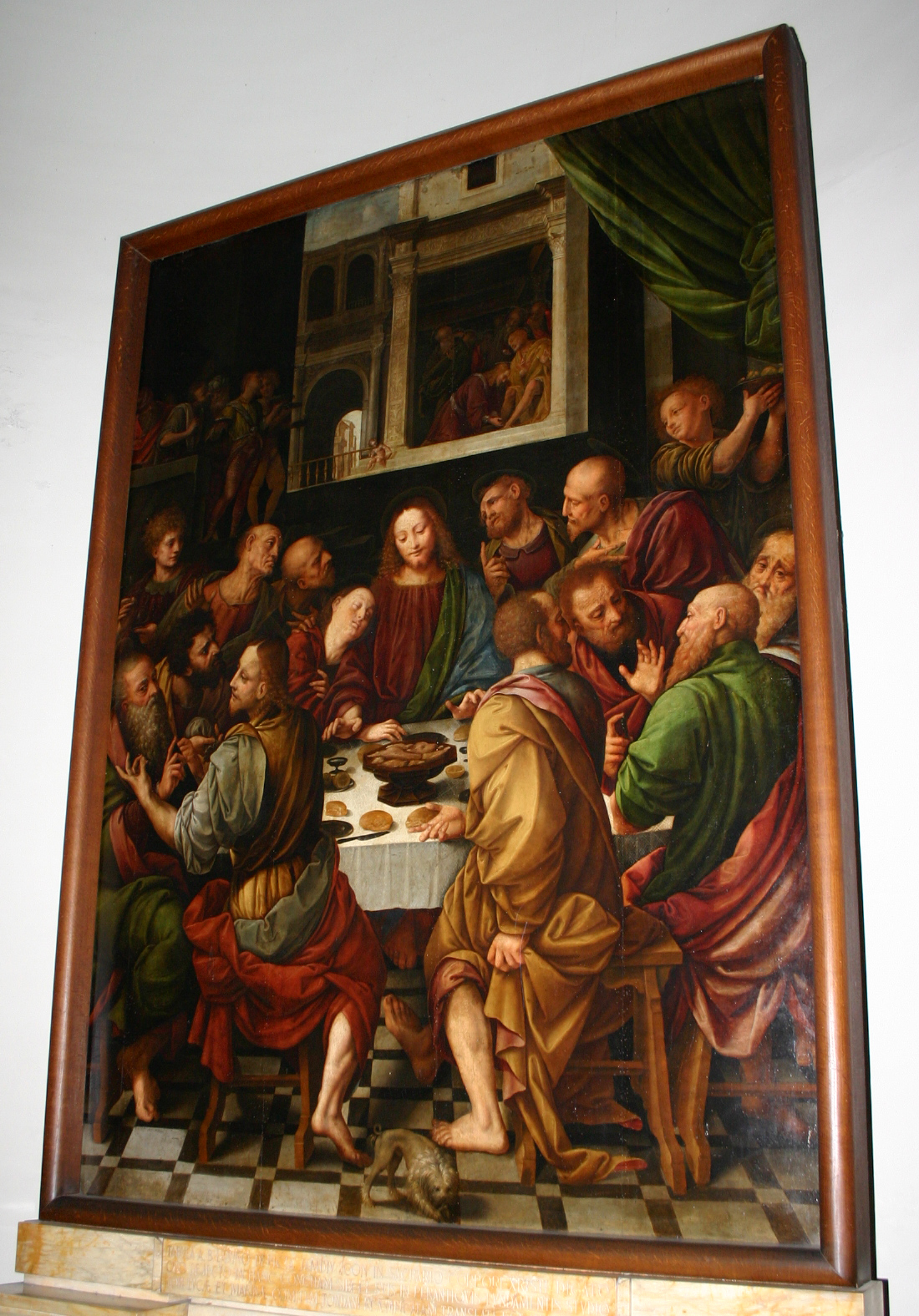
Bernardino Lanino, Ultima cena. Milano, Chiesa di San Nazaro Maggiore.

Bernardino Lanino (Mortara, 1512 – Vercelli, 1578) è stato un pittore italiano.

## Biografia
Fu allievo di Gerolamo Giovenone.
Nella sua evoluzione artistica si possono distinguere tre periodi: 
- Il primo, quello della gioventù, è fortemente improntato all'arte di Gaudenzio Ferrari (Madonna con Bambino – Torino, Galleria Sabauda).
- Nel secondo periodo, che coincide con i soggiorni milanesi, il Lanino risente dell'influsso di Leonardo (Sant'Anna con la Vergine ed il Bambino – Milano, Pinacoteca di Brera).
- Nel terzo, le influenze precedenti si compongono e caratterizzano nel Lanino uno stile originale ed autonomo in cui la tradizione dell'alto rinascimento e del nascente Barocco si fondono in un decorativismo manieristico (Madonna della Grazia – Vercelli, San Paolo).

I suoi esordi furono vercellesi (Ultima Cena e San Rocco, Museo Borgogna) e il suo maestro fu lo sconosciuto Baldassarre Chodeghis, proveniente da Abbiategrasso.
Fin dagli anni intorno al 1530 Lanino si associò alla bottega di Gaudenzio Ferrari; tuttavia, successivamente al trasferimento di quest'ultimo a Milano (intorno al 1540), Lanino divenne il principale artista sulla scena vercellese.
L'opera più importante di questo periodo sono l'Assunta e il Compianto su Cristo morto, entrambe dipinte per la famiglia Ferrero (Biella, San Sebastiano), gli affreschi delle antiche cappelle della Pentecoste e della Flagellazione al Sacro Monte di Varallo i cui frammenti superstiti sono oggi conservati presso la Pinacoteca civica di Varallo e la Madonna e Santi della National Gallery (1543; proveniente da San Francesco a Vercelli). Lo stesso anno dei dipinti biellesi Lanino sposò Dorotea, figlia di Girolamo Giovenone.
Dopo la morte di Gaudenzio Ferrari (1543), Lanino ne ereditò le commissioni e il ruolo nella piazza artistica milanese; sono databili a questi anni gli affreschi dell'oratorio di Santa Caterina presso la Basilica di San Nazaro (1548-1549; in collaborazione con Giovan Battista della Cerva), quelli della cappella di San Giorgio alla Basilica di Sant'Ambrogio, la pala con il Battesimo di Cristo, già in San Giovanni in Conca ed oggi al battistero di Busto Arsizio (1554). Sono invece databili all'inizio del decennio successivo (1562) gli affreschi della Basilica di San Magno a Legnano. In questo periodo, oltre ad una forte impronta dell'arte di Gaudenzio Ferrari, Lanino assorbì numerosi stilemi da Leonardo e dai Leonardeschi milanesi.
Le ultime importanti commissioni piemontesi furono gli affreschi per il Duomo di Novara (1553) e il ciclo di Santa Caterina a Vercelli (oggi al Museo Borgogna; fine anni '50), il Cristo alla colonna per Trino Vercellese (1577?) e la Madonna del Rosario per San Lorenzo a Mortara (1578)

## Opere
Tra i capolavori del Lanino: la Madonna col Bambino, santi e angeli (Vercelli, Museo Francesco Borgogna), la Adorazione dei Magi (Legnano, Basilica di San Magno), San Giorgio e la principessa (Milano, Basilica di Sant'Ambrogio), l'Assunta (Biella, San Sebastiano), la Madonna del cane (Vercelli, Museo Borgogna), gli affreschi di Santa Caterina a Milano (Basilica di San Nazaro) e Vercelli (Museo Borgogna), il polittico raffigurante la Vergine col bambino e San Giuseppe, sovrastati dal Padre Eterno e circondati dalle figure di venticinque santi, nella chiesa di San Giorgio a Valduggia, la Madonna del Rosario nella Basilica di san Lorenzo in Mortara.
Un francobollo di Poste Italiane, emesso il 1º dicembre 2021 dal Ministero dello Sviluppo Economico in occasione delle festività natalizie, riguarda la Madonna del cane che, sul documento stesso, è diversamente intitolata.
Importanti dipinti si trovano a Londra (Sacra Famiglia, National Gallery), a Parigi (Venere e Marte, Petit Palais) e a New York (Madonna della Misericordia).